# Rue des Croisiers (Liège)
 (janvier 2021).
Si vous disposez d'ouvrages ou d'articles de référence ou si vous connaissez des sites web de qualité traitant du thème abordé ici, merci de compléter l'article en donnant les références utiles à sa vérifiabilité et en les liant à la section « Notes et références ».
La rue des Croisiers (en wallon : rowe dès Creuhîs) est une rue du centre de Liège où se trouvait le couvent des Croisiers de Liège. Elle relie la place du XX août à la rue André Dumont.

## Voies adjacentes
- Quai Roosevelt
- Quai Paul Van Hoegaerden
- Place du XX août
- Rue André Dumont